# كبريتات الزئبق الثنائي
 كبريتات الزئبق الثنائي  مركب كيميائي له الصيغة HgSO4 ، ويكون على شكل بلورات بيضاء .

## الخواص
- يتفاعل مركب كبريتات الزئبق الثنائي مع الماء (تفاعل حلمهة)، حيث يتشكل راسب أصفر من كبريتات قاعدية. ينحل مركب كبريتات الزئبق الثنائي في حمض الكبريتيك الممدد والساخن، وكذلك في محاليل كلوريد الصوديوم المشبعة.

## التحضير
يحضر مركب كبريتات الزئبق الثنائي من تسخين فلز الزئبق في حمض الكبريتيك المركز، ثم بإجراء عملية بلورة لمحلول الكبريتات الناتج حسب المعادلة:
Hg + H2SO4 → HgSO4 + SO2 + H2O

## الاستخدامات
يستخدم مركب كبريتات الزئبق الثنائي كحفاز في إنتاج الأسيتالدهيد من تفاعل الأسيتلين مع الماء. ينتج ميثيل الزئبق كناتج ثانوي في العملية السابقة.

## السلامة
مركب كبريتات الزئبق الثنائي سام جداً، يجب الحذر عند التعامل به.